# 20
| [ Edytuj tabelę ] |                         |
| Król Armenii      | - 18 Artakses III 34    |
| Cesarz Chin       | - 9 Wang Mang 23        |
| Władca Korei      | - 18 Daemusin 44        |
| Król Mauretanii   | - 25 p.n.e. Juba II 23  |
| Król Nabatei      | - 9 p.n.e. Aretas IV 40 |
| Król Partów       | - 8 Artabanus II 40     |
| Cesarz Rzymu      | - 14 Tyberiusz 37       |
| Król Tracji       | - 19 Remetalkes II 38   |

Rok 20 / XX
stulecia: I wiek p.n.e. ~
I wiek ~
II wiek

lata: 10 «
15 «
16 «
17 «
18 «
19 «
20
» 21
» 22
» 23
» 24
» 25
» 30

## Wydarzenia
Imperium Rzymskie
- Upowszechnienie się win wytrawnych. (data przybliżona)
- Założono miasto Tyberiada.

Azja
- Chiński cesarz Wang Mang wysłał armię w region Shandong (zobacz: Powstanie Czerwonych Brwi).

## Zmarli
- Druzus IV, syn cesarza Klaudiusza i Plaucji Urgulanilli (ur. 8)
- czerwiec – Wipsania Agrypina, córka Marka Agrypy (ur. 33 p.n.e.)
- Józef z Nazaretu